# Kleines Fünffleck-Widderchen

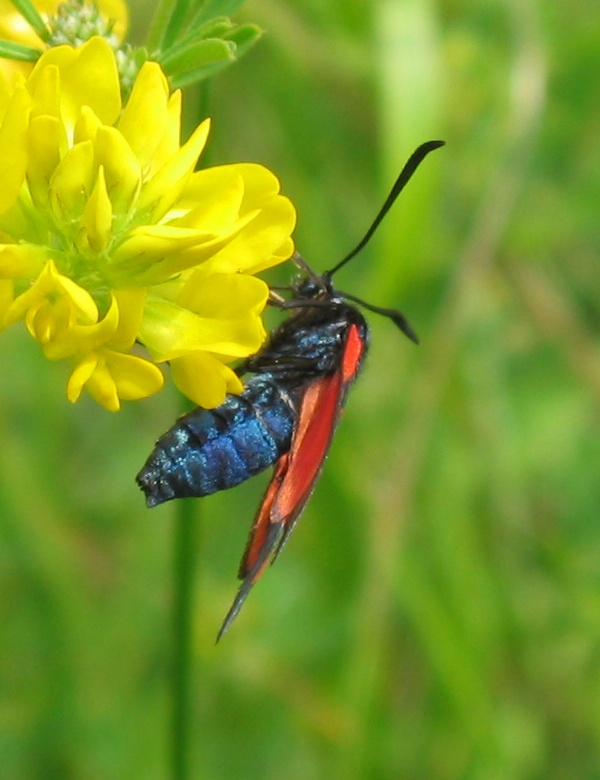

Das Kleine Fünffleck-Widderchen (Zygaena viciae) ist ein Schmetterling (Nachtfalter) aus der Familie der Widderchen (Zygaenidae).

## Merkmale
Die Falter erreichen eine Flügelspannweite von 22 bis 32 Millimetern und sind damit deutlich kleiner als die ihnen ähnlichen Widderchen. Sie haben auch einen zarteren Körperbau. Ihre leicht durchscheinenden Flügel sind wie bei allen Rotwidderchen schwarz gefärbt und weisen einen leichten grünlichen Schimmer auf. Auf ihnen sind je fünf, sehr selten sechs, zum Teil längliche rote Flecken zu finden. Diese haben aber weniger Kontrast als bei den anderen Widderchen. Der dritte Fleck ist sehr klein. Die Hinterflügel haben einen schwarzen Flügelsaum, dieser ist bei den Männchen breiter als bei den Weibchen. Die Fühler sind dünn und sehr kurz. Ihre Spitze ist zu einem Kolben verbreitert, der aber flach ist.
Die Raupen werden etwa 18 Millimeter lang und sind kurz weiß behaart. Sie sind weißlich-hellgrün gefärbt und haben eine weiße Rückenlinie. Auf jedem Segment befinden sich auf beiden Seiten zwei kleine schwarze Punkte, wobei der äußere deutlich kleiner ist. Knapp unterhalb der Linie mit den größeren Punkten verläuft eine weiße Längslinie, die auf der Hinterseite jedes Segments durch einen gelben Fleck unterbrochen wird.

### Ähnliche Arten
- Hornklee-Widderchen (Zygaena lonicerae)
- Sumpfhornklee-Widderchen (Zygaena trifolii)
- Hufeisenklee-Widderchen (Zygaena transalpina)
- Sechsfleck-Widderchen (Zygaena filipendulae)

## Vorkommen
Sie kommen in Süd- und Mitteleuropa, westlich bis Schottland, in Südskandinavien und östlich bis zum Baikalsee vor. In Südengland sind sie ausgestorben. Sie leben sowohl auf Trockenrasen und blütenreichen Wiesen als auch auf Waldwegen und Feuchtwiesen. Sie sind neben dem Sechsfleck-Widderchen (Zygaena filipendulae) die häufigste Art in Mitteleuropa.

## Lebensweise

### Flug- und Raupenzeiten
Die Falter fliegen in einer Generation von Mitte Juni bis Juli. Die Raupen findet man ab August und nach der Überwinterung bis Mai des darauffolgenden Jahres.

### Nahrung der Raupen
Die Raupen ernähren sich von den Blättern des Gewöhnlichen Hornklees (Lotus corniculatus), Saat-Esparsette (Onobrychis viciifolia), Vogel-Wicke (Vicia cracca) und Wiesen-Platterbse (Lathyrus pratensis).

## Entwicklung
Die Raupen verstecken sich tagsüber am Boden und fressen in der Nacht. Nur an bedeckten Tagen sind sie auch aktiv. Sie überwintern und verpuppen sich im Mai in einem kahnförmigen, hellgelben Kokon, der auf Grashalmen befestigt wird. Die Puppe selbst ist schwarzbraun und hat einen gelblich weißen Hinterleib.

## Gefährdung und Schutz
- Rote Liste BRD: V (auf der Vorwarnliste).[2]